# Abell 12
Abell 12 je planetarna meglica, ki se nahaja v ozvezdju Orion. Znana je tudi kot "skrita planetarna" meglica, ker jo je težko opazovati zaradi bližnje zvezde Mi Oriona.